# Compsodiplosis itaparicana
Compsodiplosis itaparicana är en tvåvingeart som beskrevs av Tavares 1922. Compsodiplosis itaparicana ingår i släktet Compsodiplosis och familjen gallmyggor. Inga underarter finns listade i Catalogue of Life.